# U-Bahnhof Legienstraße

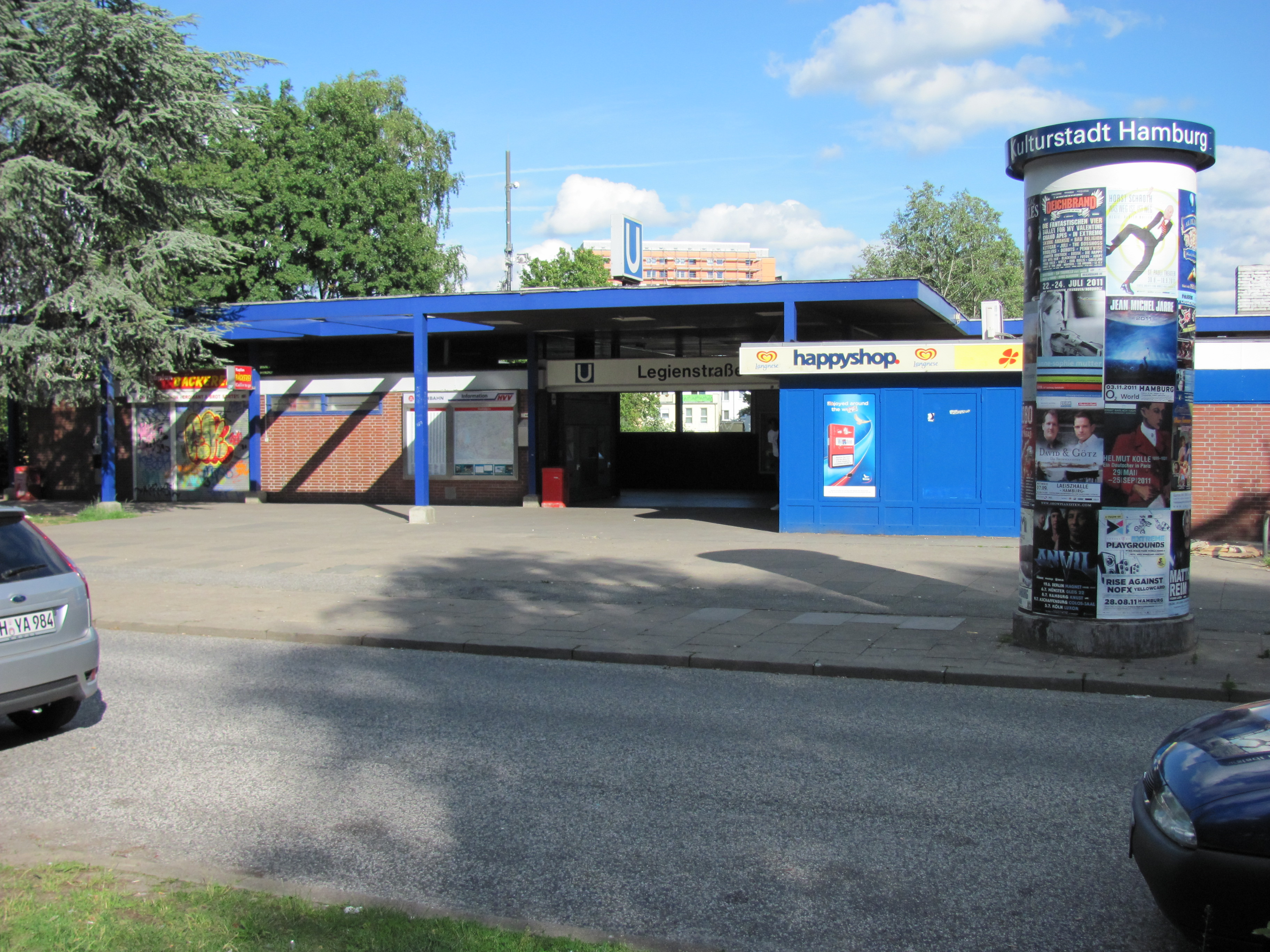
Eingangsbereich Vierbergen (2011).

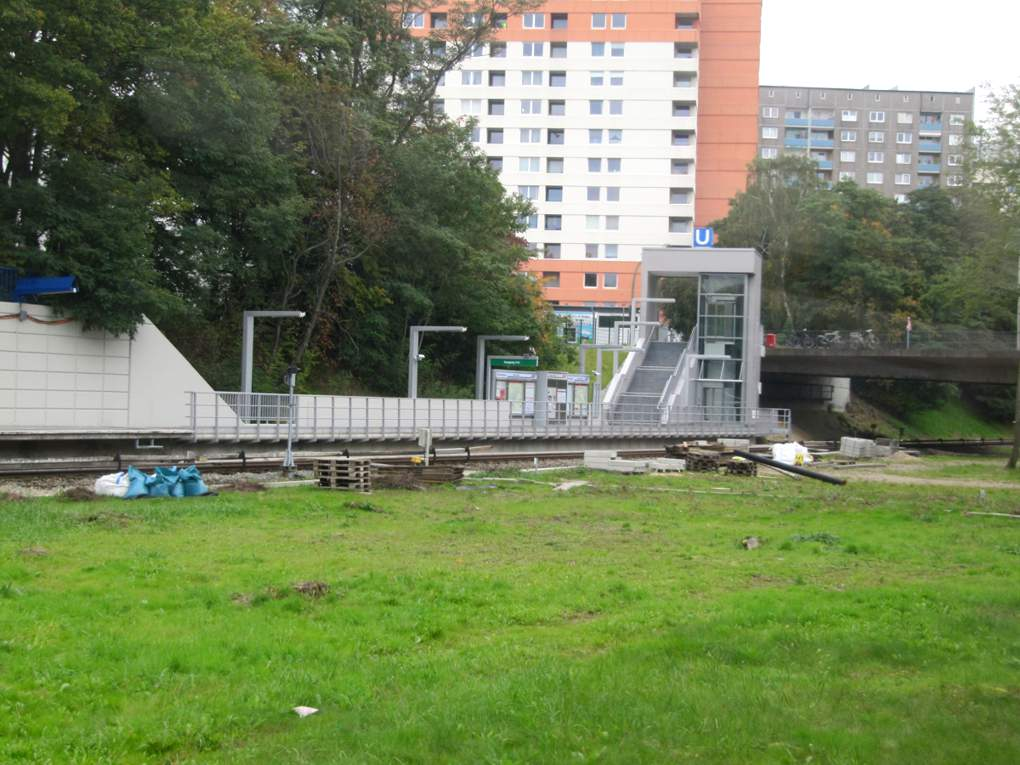
Aufzug und neuer Zugang an der Ostseite (Oktober 2015).

Der U-Bahnhof Legienstraße ist eine Station der U-Bahn-Linie U2 sowie der Linie U4 im Hamburger Stadtteil Horn im Bezirk Hamburg-Mitte. Das Kürzel der Station bei der Betreiber-Gesellschaft Hamburger Hochbahn lautet „LE“. Eine Besonderheit bilden die weit auseinanderliegenden Seitenbahnsteige. Der U-Bahnhof hat täglich 10.310 Ein- und Aussteiger (Mo–Fr, 2019).

## Geschichte
Der U-Bahnhof Legienstraße wurde am 24. September 1967 eröffnet. Er war zwei Jahre, bis zur Eröffnung der verlängerten Strecke nach Billstedt am 28. September 1969, östlicher Endpunkt der Linie U3. Der ursprünglich geplante Name der Station lautete „Vierbergen“, da zu dieser Straße bis 2015 der einzige Zugang bestand. Die Benennung erfolgte dann aber nach dem Gewerkschaftsführer Carl Legien, was zu einer Debatte um die Neutralität der Benennung öffentlicher Flächen in der Hamburgischen Bürgerschaft, dem Landesparlament, führte.
Seit dem Linienast-Tausch im Jahr 2009 verkehrt auf diesem Streckenast die Linie U2, seit 2012 auch die U4.
Die Haltestelle ist seit Herbst 2015 barrierefrei ausgebaut. Dabei erhielten die Bahnsteige ergänzend Zugänge mit Fahrstühlen auf der Ostseite des U-Bahnhofs.

## Aufbau und Betrieb
Der U-Bahnhof liegt im selben offenen Einschnitt wie der U-Bahnhof Billstedt, direkt hinter dem Tunnelmund in Richtung Horner Rennbahn, auf dem die Zugangsanlage aufgebaut ist. Auf der Fläche zwischen den Gleisen war schon während des Baus der U-Bahn ein Betriebshof zur Wartung der Züge vorgesehen, der nicht errichtet wurde. Seine Errichtung ist seit 2016 im Bau, da durch den Linienast-Tausch zwischen U2 und U3 am Berliner Tor 2009 und die neu eingerichtete Linie U4 im Jahr 2012 zwei Linien nicht mehr an einem Betriebshof liegen und damit Zuführungsfahrten zur Wartung in den bestehenden Werkstätten Barmbek bzw. Farmsen erfordern.
Viele Jahre war die gleisfreie Fläche mit Schotter bedeckt. Im weiteren Verlauf des Einschnitts in Richtung Billstedt folgten längere Abstellgleise, die vor einigen Jahren mangels Nutzung zurückgebaut wurden, sodass sich die Freifläche vergrößerte. Die Hochbahn verzichtete einige Jahre lang auf die Rodung, weshalb sich eine mit Birken bewaldete Fläche zwischen den Gleisen gebildet hatte.
Eine weitere Besonderheit ist die gläserne Abfertigungskanzel zwischen den Gleisen über den Tunneleinfahrten. Diese wird seit Einführung der Selbstabfertigung nicht mehr genutzt. Auch ist der Streckentunnel in Richtung Horner Rennbahn anfänglich sehr breit, weil er als Zufahrt für die geplante Betriebswerkstatt bestimmt war.
In ihrer Funktion als Endstation wurde von 1967 bis 1969 nur ein Bahnsteig der Station genutzt. Der Gleiswechsel erfolgte damals im Tunnel in Richtung Horner Rennbahn.